# USS Siboney (CVE-112)
USS Siboney (CVE-112) – lotniskowiec eskortowy typu Commencement Bay, który służył w United States Navy. 
Stępkę jednostki Frosty Bay położono 1 kwietnia 1944 roku w stoczni Todd-Pacific Shipyards w Tacoma. Okręt przemianowano na „Siboney” (od miejscowości Siboney na Kubie) 26 kwietnia 1944 roku. Zwodowano go 9 listopada 1944 roku. Wszedł do służby 14 maja 1945 roku. Nie wziął udziału w walkach II wojny światowej.